# Кампанья-де-Со
Кампанья́-де-Со (фр. Campagna-de-Sault) — коммуна во Франции, находится в регионе Лангедок — Руссильон. Департамент коммуны — Од. Входит в состав кантона Белькер. Округ коммуны — Лиму.
Код INSEE коммуны — 11062.

## Население
Население коммуны на 2008 год составляло 15 человек.
| 1962 | 1968 | 1975 | 1982 | 1990 | 1999 | 2008 |
| ---- | ---- | ---- | ---- | ---- | ---- | ---- |
| 20   | 11   | 9    | 10   | 12   | 15   | 15   |

## Экономика
В 2007 году среди 10 человек в трудоспособном возрасте (15—64 лет) 8 были экономически активными, 2 — неактивными (показатель активности — 80,0 %, в 1999 году было 90,0 %). Из 8 активных работали 6 человек (4 мужчины и 2 женщины), безработными были 2 мужчин. Среди 2 неактивных 1 человек был пенсионером, 1 был неактивным по другим причинам.